# Iglesia de Stånga
Iglesia de Stånga (en sueco: Stånga kyrka) es una iglesia medieval en Stånga en la isla sueca de Gotland. El sitio de la iglesia probablemente ha sido considerado sagrado desde antes de la cristianización de Escandinavia.
Las partes más antiguas de la actual iglesia de piedra datan de la primera mitad del siglo XIII, cuando se sustituyó una iglesia de madera anterior. El edificio fue modificado sustancialmente durante el siglo XIV con la construcción de una nueva nave. Lo más probable es que la intención fuera reconstruir todo el edificio, pero esto no ocurrió por razones desconocidas. Un grupo de grandes esculturas góticas, actualmente inmersas junto al portal sur de la iglesia, estaba posiblemente destinado a una nueva torre que nunca se construyó. Estas esculturas se encuentran entre las obras de arte góticas más singulares de Suecia.
En el siglo XIX, cuando hubo que sustituir la cabecera y el ábside de la iglesia por daños estructurales, la congregación optó por reconstruirlos lo más parecido posible al edificio medieval. La iglesia pertenece a la Iglesia de Suecia y se encuentra en la diócesis de Visby.

## Ubicación y entorno
La iglesia de Stånga se encuentra en el centro del antiguo cementerio, que está rodeado por un muro. Dos puertas medievales sirvieron probablemente como entradas desde el sur y el este hasta la década de 1860, cuando parecen haber sido demolidas. En 1924 se inauguró un cementerio adicional, más grande, al norte del antiguo. Varios hallazgos arqueológicos en las inmediaciones de la iglesia, sobre todo objetos de vestir del siglo XI y principios del XII, como hebillas, botones y cadenas de joyería, indican que el lugar ya se utilizaba como cementerio antes de la construcción de la iglesia. Probablemente fue un lugar sagrado pagano antes de la cristianización de Escandinavia.

## Historia
Las excavaciones arqueológicas muestran que se construyó una iglesia de madera en el sitio a principios del siglo XII, posiblemente incluso antes. La iglesia de madera fue sustituida por una iglesia de piedra, de estilo románico, durante la primera mitad del siglo XIII. Esta primera iglesia de piedra constaba de una nave y un presbiterio con un ábside . A mediados del mismo siglo, se inició la construcción de la torre actual, que probablemente reemplazó a una torre anterior más pequeña.
A mediados del siglo XIV, la nave fue demolida para dar paso a una nueva y mayor nave gótica. La construyó un taller, conocido con el nombre de Egypticus, que trabajó en varias iglesias de Gotland. Al mismo tiempo que se amplió la nave, se elevó la torre. Este plan de reconstrucción parece haberse interrumpido por alguna razón desconocida. Varios detalles indican que se aplicaron soluciones ad hoc, no previstas originalmente, para terminar la obra. El más evidente es el conjunto de esculturas góticas monumentales de piedra caliza inmersas junto al portal de la nave en el muro sur. Está claro que no estaban pensadas para su posición actual. También hay gárgolas, ahora dañadas, inmersas a cada lado del portal del coro. Existen gárgolas casi idénticas en las iglesias de Dalhem, Gothem y Öja, donde están colocadas en la torre. Probablemente las gárgolas estaban destinadas a la torre también en Stånga. Además, toda la nave parece estar encajada entre el presbiterio y la torre, lo que implica que originalmente se planeó una nave mucho más grande. Por ello, se ha sugerido que los planes de reconstrucción de la iglesia eran originalmente mucho más ambiciosos y que la idea era sustituir no sólo la nave románica, sino también el coro y posiblemente la torre. Esto habría supuesto la construcción de una iglesia gótica completamente nueva y mucho más grande. Las esculturas monumentales que ahora están inmersas junto al portal principal podrían haber estado destinadas a alguna otra parte de la iglesia proyectada. Pero como la obra tuvo que ser cancelada, simplemente se colocaron donde podían encajar. También es posible que estuvieran destinadas a una iglesia completamente distinta, quizá la de Källunge, en Gotland. Entre 1864 y 1865 también se reconstruyeron el coro y el ábside, ya que corrían el riesgo de derrumbarse debido a los daños estructurales. La congregación optó por reconstruirlos lo más cerca posible de su forma original, mientras que la antigua sacristía, al norte del coro, se construyó con nuevos diseños. Por lo tanto, sólo quedan visibles fragmentos de la iglesia románica. Aparte de las amplias reparaciones realizadas en la década de 1860, la iglesia ha sido renovada y reparada en varias ocasiones. En 1929-30 se llevó a cabo una importante renovación, dirigida por el arquitecto Erik Fant. En relación con esto, se llevaron a cabo investigaciones arqueológicas en la iglesia. En 1962-63 se llevó a cabo otra gran renovación, esta vez dirigida por el arquitecto Olle Karth, con el fin de reparar y renovar la iglesia. Entre otras cosas, se encaló de nuevo todo el exterior.

## Arquitectura

### Exterior

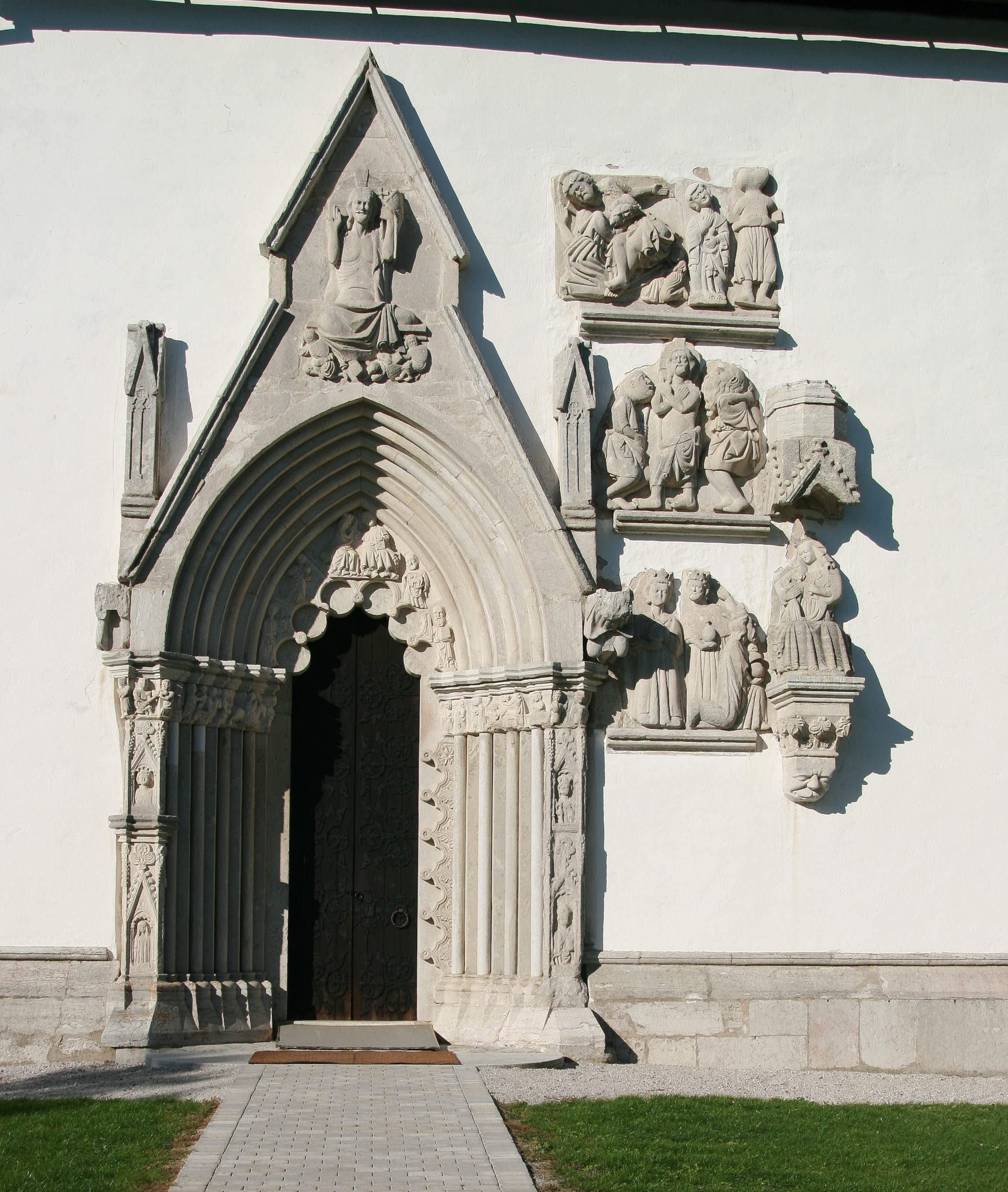
El portal principal y esculturas adyacentes.

El principal material de construcción de la iglesia de Stånga es la piedra caliza gris, con piedra caliza labrada más finamente en diferentes tonos, así como piedra arenisca utilizada en algunos detalles. Aparte de los elementos esculpidos, las esquinas y la base de la iglesia, toda la fachada está encalada. La nave, como muchas iglesias de Gotland, carece de ventanas orientadas al norte. Las tres ventanas del ábside y la del presbiterio son de arco de medio punto, mientras que la nave tiene una única ventana gótica de arco apuntado, con tracería, que está dividida en dos por un poste central de piedra caliza. La torre también tiene una única ventana gótica orientada al sur, que data de la reedificación del siglo XIV. Es casi seguro que todas las ventanas de la iglesia estaban decoradas con vidrieras medievales, pero hoy en día no quedan rastros de ellas.
La torre de cinco pisos es una de las más altas de Gotland, sólo comparable a las torres de las iglesias de Dalhem, Rone y Öja. Las campanas de la iglesia cuelgan en el cuarto piso. El primer piso tiene dos aberturas estrechas, una de las cuales puede haber sido destinada a una tronera. Esto significaría que la torre podría haber servido de refugio para los fieles en tiempos de peligro. El segundo piso tiene una abertura más grande, de arco redondo, al oeste, que probablemente se utilizaba junto con un cabrestante mecánico para introducir objetos en la sala que hay detrás. Esta disposición se conoce en la iglesia de Etelhem. El almacén de la torre puede haber sido utilizado como granero de diezmos. A partir del cuarto piso, hay aberturas para las campanas. Hay dos de ellas a cada lado de la torre en el cuarto piso y de forma similar en el quinto. Finalmente, por encima de cada una de ellas, hay una sola abertura, una en cada dirección. De estilo gótico, varios de ellos han sido reparados y se les ha sustituido la tracería original. La torre está coronada por un chapitel octogonal de madera. También ha sido reparada y renovada ocasionalmente.
La puerta del portal principal de la iglesia es del siglo XIX, pero contiene herrajes decorativos de una puerta anterior del siglo XIV. También hay una barra de hierro unida a la puerta. Este es un instrumento de medida medieval con una inscripción que declara que es la longitud correcta de un codo. Además del portal principal, la iglesia tiene una entrada en el muro oeste de la torre y otra en el muro sur del presbiterio. El portal del presbiterio, copia de un portal anterior en el mismo lugar, data de 1864. El portal de la torre es similar al portal del presbiterio, pero más grande. Está hecho de piedra caliza rojiza y gris alternada. Fue reparado en la década de 1890.

#### Portal principal

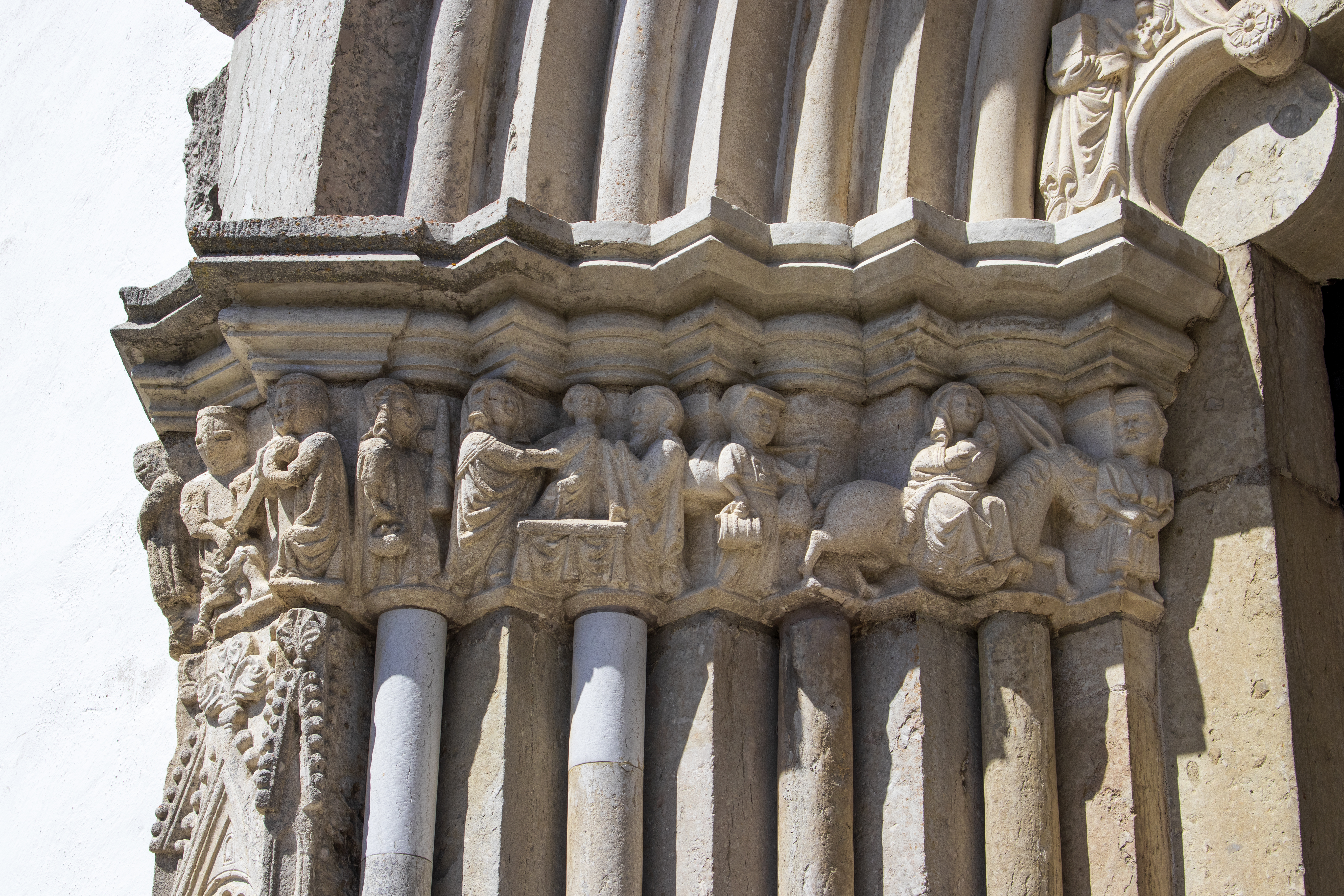
Los capiteles del oeste del portal principal

El portal principal de arco apuntado de la iglesia está hecho de piedra caliza gris. Los capiteles de los pilares, los postes exteriores del portal, el tímpano y elhastial están todos decorados con esculturas. El tímpano contiene una representación de la Coronación de la Virgen, acompañada por los apóstoles Juan, Pedro y Pablo, así como por Juan Bautista. La banda oriental de capiteles, parcialmente dañada, representa escenas de la vida de María, mientras que la occidental representa escenas de la infancia de Cristo. Los lados rectangulares de los postes exteriores del portal, orientados al sur, están decorados con esculturas de cuatro figuras de pie, probablemente santos. Están enmarcados por edículos. El hastial, flanqueado por dos pináculos, contiene una escultura de la Resurrección de Jesús .
La decoración del portal y las esculturas adyacentes datan de la misma época, alrededor de 1345-1360, y probablemente fueron realizadas por el mismo taller, pero por diferentes escultores individuales.

#### Esculturas monumentales
Justo al este del portal principal, varias esculturas monumentales de piedra caliza están inmersas en la fachada de la iglesia. Junto con el portal decorado, constituyen "uno de los monumentos eclesiásticos más notables de Gotland". El Consejo del Patrimonio Nacional Sueco las describe como "una de las obras de arte más singulares de la Edad Media en [Suecia]". Por su tamaño y monumentalidad, las esculturas no se parecen a ninguna otra escultura gótica de los países nórdicos. Estas esculturas parecen ser un conjunto incompleto destinado a mostrar la historia de la infancia y la Pasión de Cristo. Lo más probable es que se planearan otras esculturas, pero nunca se ejecutaron. Como se ha señalado anteriormente, la colocación de las esculturas tampoco es la prevista originalmente. Aparte de la incómoda colocación, se ha demostrado que están ancladas a poca profundidad en el muro, lo que indica aún más que su colocación es secundaria. De abajo a arriba, las esculturas representan la Adoración de los Reyes Magos junto a una escultura de María y el niño Jesús. Encima hay una escena de la Flagelación de Cristo. El tema de la escultura superior es el Descendimiento de la Cruz.

### Interior

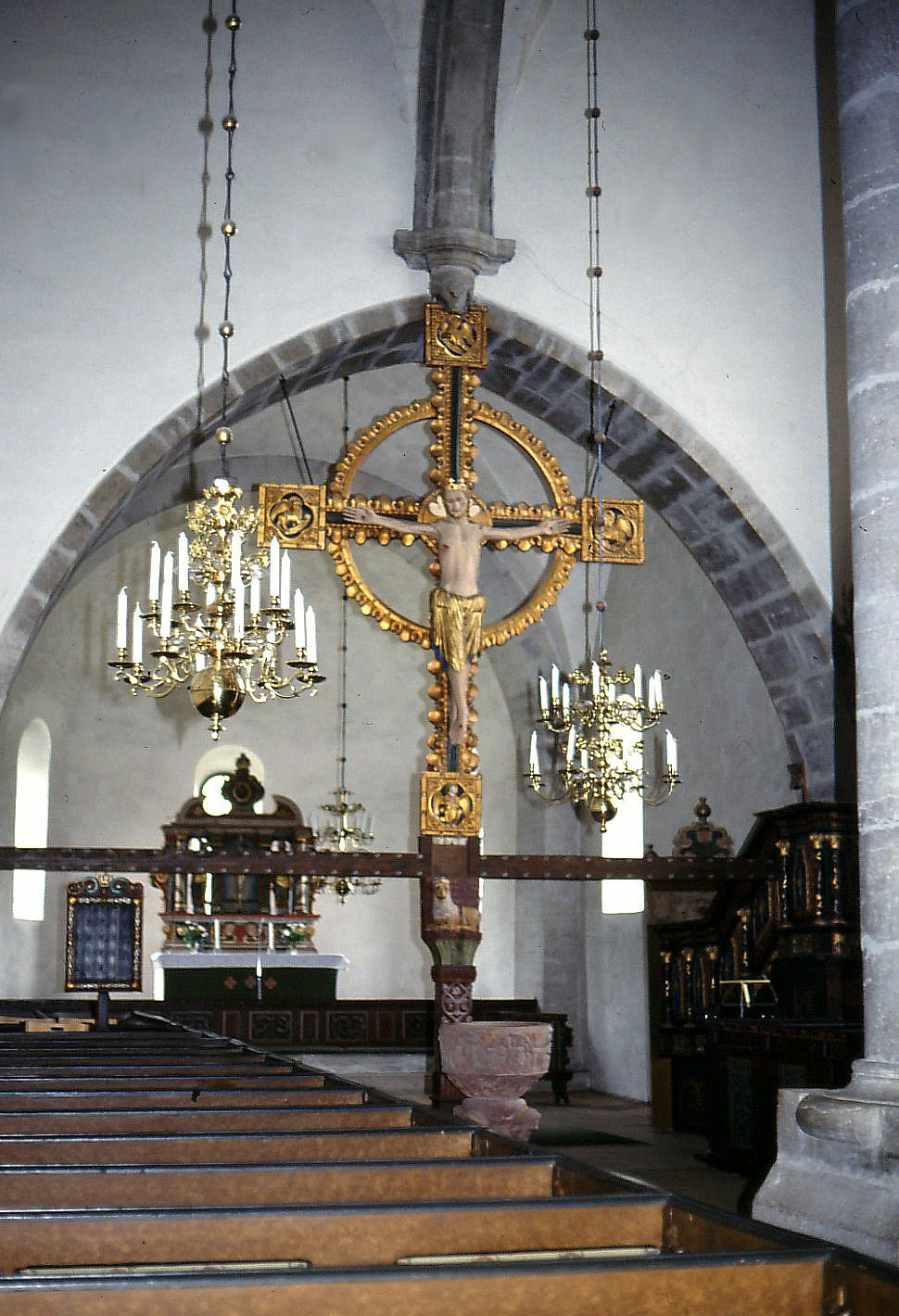
El interior, visto hacia el presbiterio, con la cruz del rosario colgada en el arco del presbiterio

La nave está dividida en cuatro tramos y sus bóvedas se apoyan en un único pilar que se sitúa en el centro de la iglesia. Un amplio arco de la cabecera la separa del presbiterio y del ábside. En el ábside y en la planta baja de la torre existen restos fragmentarios de pinturas murales.
Entre los muebles, la pila bautismal es la más antigua, data de finales del siglo XII. Se trata de una pila ricamente decorada realizada por el escultor románico conocido como Hegvald. Considerada una de las pilas mejor conservadas atribuidas al escultor, se asemeja estilísticamente a las pilas bautismales, también de Hegvald, de las iglesias de När y Vänge. Los relieves de los lados de la pila representan escenas del Nuevo Testamento, pero también bestias y figuras humanas.
La cruz románica es de roble pintado y dorado. Fechada en torno a 1250, está relativamente completa y bien conservada con respecto a otras cruces royales, y todavía se apoya en su pedestal original, lo que es inusual. Representa a Cristo sobre una cruz anillada, cuyos extremos tienen los símbolos de los cuatro evangelistas.
Se ha incorporado un crucifijo de madera del siglo XV al retablo barroco que se realizó a fines del siglo XVII en Burgsvik en Gotland. El púlpito de madera lleva la fecha de 1723 y el monograma de Federico I de Suecia. Los bancos son probablemente de 1693.

## Uso actual y estado patrimonial
La iglesia de Stånga pertenece a la parroquia de Stånga-Burs dentro de Sudertredingens kontrakt, que a su vez forma parte de la diócesis de Visby dentro de la Iglesia de Suecia. La iglesia de Stånga es un monumento eclesiástico, con el número 21300000002847 (subnúmero: 21400000444078) en la base de datos de edificios del Consejo del Patrimonio Nacional de Suecia.